# ازرا نیومن

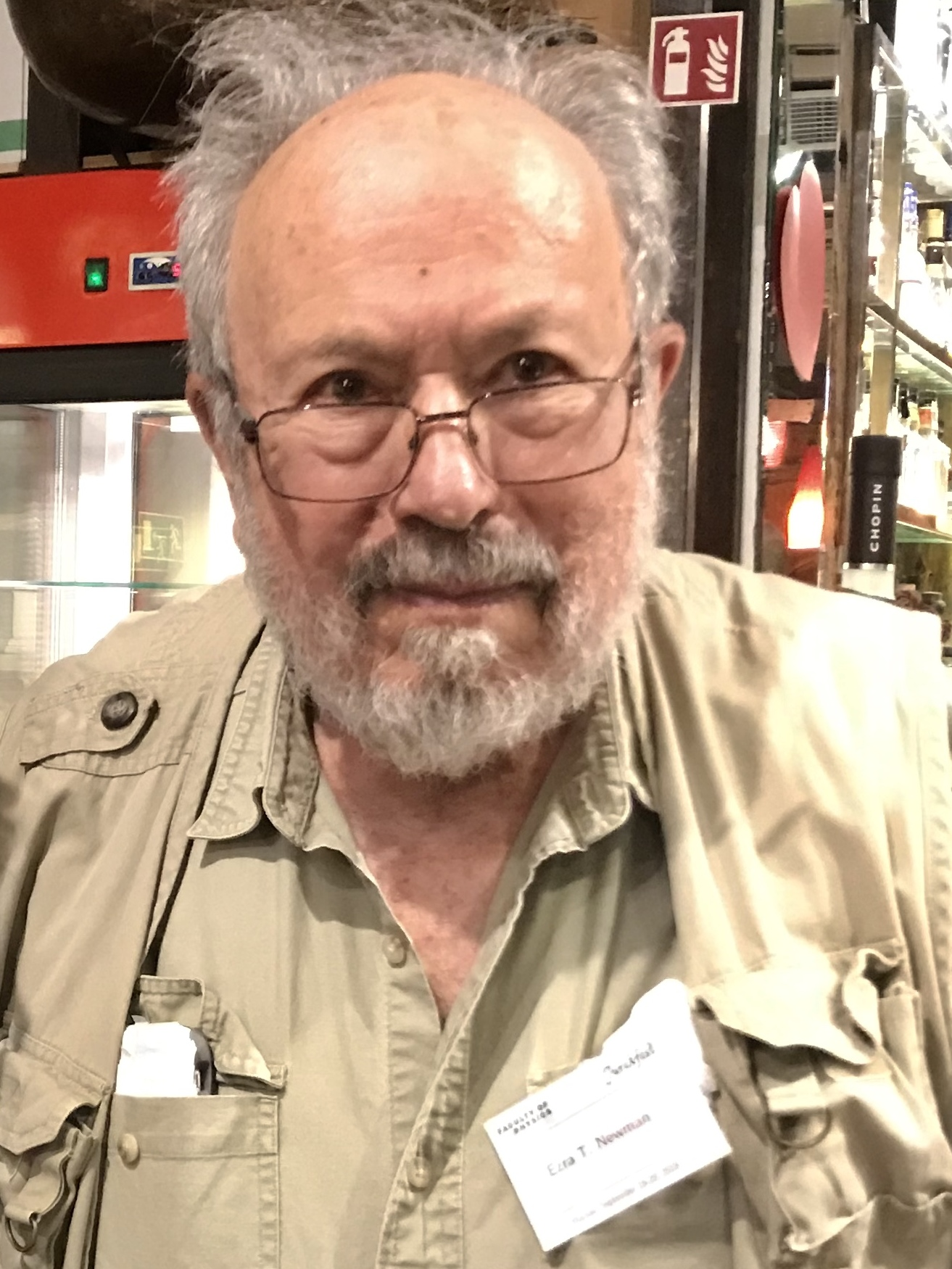
تصویر تد نیومن ذر سال ۲۰۱۹

اِزرا تد نیومن (به انگلیسی: Ezra Ted Newman) (زادهٔ ۱۷ اکتبر ۱۹۲۹ – درگذشتهٔ ۲۴ مارس ۲۰۲۱) که به دلیل مشارکت‌های بسیارش در نظریه نسبیت عام انیشتین شناخته شده‌ بود. او قبل از مرگ  استاد  دانشگاه پیتسبورگ بود. وی در سال ۲۰۱۱ موفق به دریافت جایزه انیشتین از انجمن فیزیک آمریکا شد.